# 4138-as mellékút (Magyarország)
A 4138-as számú mellékút egy körülbelül 10 kilométer hosszú, négy számjegyű országos közút Szabolcs-Szatmár-Bereg vármegye keleti részén; Jánkmajtist köti össze Szamossályin keresztül Porcsalmával és a 49-es főúttal.

## Nyomvonala
Jánkmajtis Jánk településrészének délnyugati szélén ágazik ki a 4127-es útból nyugat-délnyugat felé, Szamossályi út néven. Kevesebb, mint fél kilométer után elhagyja a település utolsó házait is, 2,8 kilométer után pedig átlép Szamosújlak területére. Ott egyre délebbnek fordul, lakott területeket viszont nem érint, a falun csak a 4137-es út vezet keresztül, amely a 3+350 kilométerszelvénye táján torkollik bele a 4138-as útba, bő 6,5 kilométer megtételét követően.
3,7 kilométer után az út már Szamossályi területén folytatódik, keresztezi a Szamos egy holtágát, majd a túlparton hamarosan belterületre ér, előbb a Jókai utca, majd a Rákóczi Ferenc út nevet viselve. Végigkanyarog a községen, közben kiágazik belőle, nagyjából 5,7 kilométer után a 41 139-es út, ami a zsáktelepülésnek számító Hermánszegre vezet. Innen már Kossuth Lajos út néven húzódik tovább, 6,7 kilométer után – pár lépésre a jobb parti árvízvédelmi töltéstől – elhagyja a belterület utolsó házait is, nem sokkal ezután pedig a porcsalmai komp felhajtójához érkezik; komppal szeli át a Szamos főágát. A folyó bal partján is szamossályi területen folytatódik, délnyugat felé, úgyszólván az utolsó métereire lépi át Porcsalma határát, ahol egyből belterületre érkezik. A 49-as főútba beletorkollva ér véget, annak 41+850 kilométerszelvénye közelében.
Teljes hossza, az országos közutak térképes nyilvántartását szolgáló kira.gov.hu adatbázisa szerint 9,963 kilométer (utolsó kilométerszelvényét az oldal 6+3963 formában tünteti fel).

## Települések az út mentén
- Jánkmajtis
- (Szamosújlak)
- Szamossályi
- Porcsalma